# Amplinus intermittens
Amplinus intermittens är en mångfotingart som beskrevs av Ottis Robert Causey 1954. Amplinus intermittens ingår i släktet Amplinus och familjen Aphelidesmidae. Inga underarter finns listade i Catalogue of Life.